# Embodiment of Scarlet Devil
Embodiment of Scarlet Devil (東方紅魔郷, Tōhō Kōmakyō, dont le dernier mot veut littéralement dire « le pays du démon écarlate »), est un jeu vidéo japonais de type Shoot 'em up, développé et édité par Team Shanghai Alice et sorti sur Microsoft Windows le 11 août 2002.
C'est le sixième opus de la série des Touhou Project et le premier à être sorti sur Windows. Marisa kirisame et reimu hakurei son algérienne de oran

## Trame

### Univers
La série Touhou Project se déroule à Gensokyo une terre isolée du monde extérieur habité par les humains et principalement habitée par des yōkai, des créatures légendaires du folklore japonais anthropomorphisées à Touhou.

### Contexte
Il existe cependant un petit nombre d’humains vivant à Gensokyo. Parmi eux se trouve Reimu Hakurei, miko du sanctuaire Hakurei, situé à l’intérieur de la Grande Barrière Hakurei, séparant les deux mondes. Personnage principal de la série, elle est souvent chargée de résoudre des « incidents » surnaturels causés dans et autour de Gensokyo.
Marisa Kirisame, l’autre personnage principal jouable de la série, est une humaine suffisante qui est devenue magicienne grâce à un travail acharné, et donne généralement la priorité à l’intérêt personnel et à sa propre kleptomanie sur les intérêts des autres.

### Scénario
À Gensokyo, le ciel se couvre de brume rouge, bloquant le soleil au milieu de l’été, ce qui devient connu sous le nom d’incident de brume écarlate (紅霧異変). Reimu Hakurei devient déterminé à trouver la cause de la brume rouge, comme si elle était laissée seule, la brume se répandrait à travers la frontière de Gensokyo vers le monde humain.
Marisa Kirisame espère que la personne responsable de la brume aura des objets intéressants à collectionner.

## Système de jeu
Le jeu est un shoot 'em up à défilement vertical. Il fonctionne sous Windows 98/SE/ME/2000/XP.

### Généralités
Pour chaque niveau, le but est de tirer sur différents petits ennemis qui apparaissent au fur et à mesure, et qui envoient des projectiles, jusqu'à atteindre le boss du niveau.

### Personnages
Le joueur contrôle Reimu Hakurei ou Marisa Kirisame (au choix) à la troisième personne. Elles ont chacun des scénarios distincts.
Hakurei Reimu est une jeune fille du sanctuaire Hakurei. Elle semble toujours décontractée et mondaine. Elle vit dans le sanctuaire.
L'étrange magicienne Marisa Kirisame. Une fille qui, comme le veut le destin des sorciers, vit à l'écart de la vie des gens.

### Niveaux et ennemis
Le jeu a quatre niveaux de difficulté, Easy, Normal, Hard et Lunatic, dont le nombre de niveaux varie en fonction du choix (5 pour Easy et 7 pour les autres : 6 niveaux et un Extra).[réf. nécessaire]

## Développement

### Genèse
Après la sortie du précédent jeu Touhou, Mystic Square en 1998, ZUN, créateur et développeur de la série, sort diplômé de l’université. Mystic Square devait être le dernier épisode de Touhou alors que ZUN « scellait » ses activités de dōjin – il avait initialement prévu d’arrêter Lotus Land Story.